# Taddeo Luigi Dal Verme

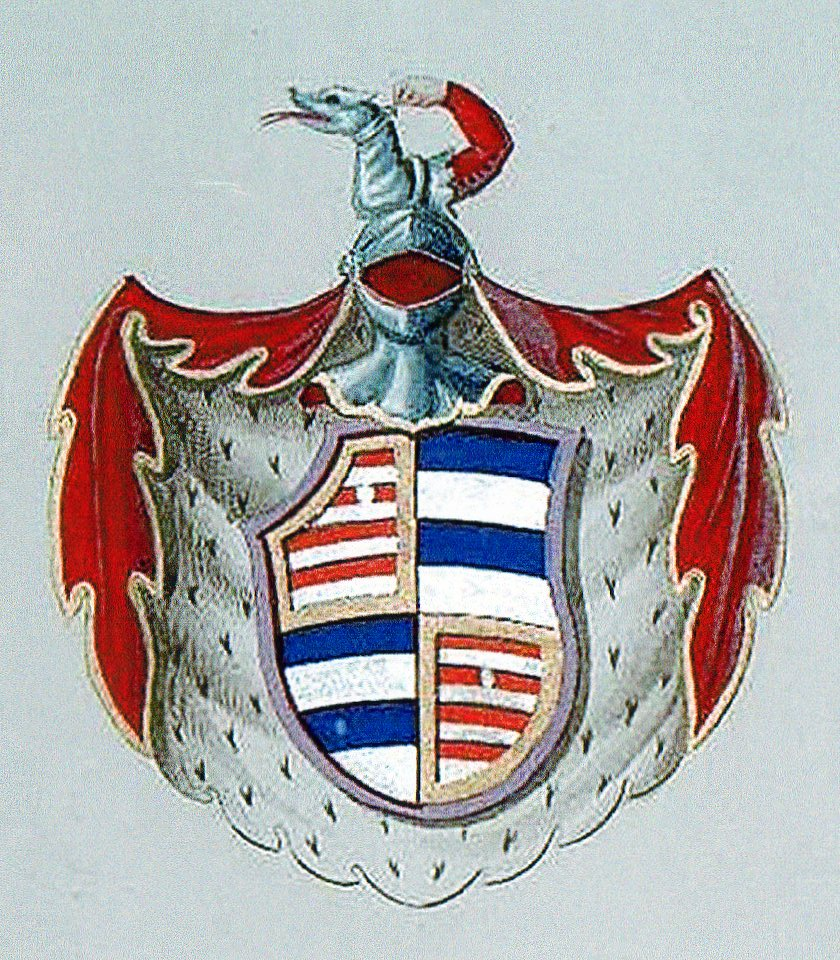
Stemma della famiglia Dal Verme

Taddeo Luigi Dal Verme (Piacenza, 16 febbraio 1641 – Ferrara, 12 gennaio 1717) è stato un cardinale e vescovo cattolico italiano.

## Biografia
Nacque a Piacenza il 16 febbraio 1641 e venne battezzato il giorno seguente. Era figlio di Giovanni Maria Dal Verme, conte di Sanguinetto, e di Ottavia Meli-Lupi di Soragna, marchesa di Soragna. Era inoltre nipote del cardinale Savio Mellini ed era imparentato con i cardinali Girolamo Farnese e Mario Alberizzi.
Dopo aver frequentato l'università La Sapienza di Roma, ottenne qui il dottorato in utroque iure il 26 gennaio 1688. Aveva già ricevendo la tonsura nel 1650 quando aveva appena nove anni, ed aveva rinunciato al diritto di primogenitura nel 1664 con l'intento di farsi sacerdote. Recatosi a Roma in quello stesso anno, accompagnò come segretario Mario Alberici, nunzio apostolico a Vienna.
Ordinato sacerdote, divenne prefetto del palazzo episcopale di Fano. Pur avendo declinato diverse volte la promozione episcopale alla sede di quella stessa città che gli era stata ripetutamente proposta dal Duca di Parma, non poté opporsi al volere di papa Innocenzo XI che lo costrinse a prendere possesso di quella sede episcopale, eleggendolo il 20 dicembre 1688.
Creato cardinale presbitero nel concistoro del 12 dicembre 1695 ricevette una speciale dispensa a questa carica dal momento che aveva suo zio nel Sacro Collegio dei Cardinali. Il 2 gennaio 1696 ricevette la porpora ed il titolo di Sant'Alessio. Trasferito alla sede di Imola da quella stessa data, partecipò al conclave del 1700 che elesse papa Clemente XI.
Fu promosso alla sede vescovile di Ferrara il 14 marzo 1702.
Morì in città il 12 gennaio 1717. Fu esposto alla pubblica venerazione nella cattedrale ferrarese e sepolto assieme agli altri vescovi di quella sede.

## Genealogia episcopale
La genealogia episcopale è:
- Arcivescovo Filippo Archinto
- Papa Pio IV
- Cardinale Giovanni Antonio Serbelloni
- Cardinale Carlo Borromeo
- Cardinale Ottavio Paravicini
- Cardinale Giambattista Leni
- Cardinale Giulio Roma
- Arcivescovo Martino Alfieri
- Cardinale Francesco Maria Machiavelli
- Papa Innocenzo XI
- Cardinale Taddeo Luigi Dal Verme